# Dägerlen
Dägerlen (toponimo tedesco) è un comune svizzero di 999 abitanti del Canton Zurigo, nel distretto di Winterthur.

## Monumenti e luoghi d'interesse
- Chiesa riformata (già dei Santi Orsola, Giovanni e Marco), attestata dal 1000 circa e ricostruita nel 1525 circa[1].

## Società

### Evoluzione demografica
L'evoluzione demografica è riportata nella seguente tabella:
Abitanti censiti

## Amministrazione
Ogni famiglia originaria del luogo fa parte del cosiddetto comune patriziale e ha la responsabilità della manutenzione di ogni bene ricadente all'interno dei confini del comune.